# Atletica leggera ai Giochi della XXX Olimpiade - Salto triplo maschile

Video ufficiale della Finale

Ai Giochi della XXX Olimpiade, la competizione del salto triplo maschile si è svolta dal 7 al 9 agosto presso lo Stadio Olimpico di Londra.

## Presenze ed assenze dei campioni in carica
Per i campionati europei si considera l'edizione del 2010.
| Competizione         | Atleta           | Prestazione | Londra 2012 |
| -------------------- | ---------------- | ----------- | ----------- |
| Olimpiadi 2012       | Nelson Évora     | 17,67 m     | Infortunato |
| Commonwealth 2010    | Tosin Oke        | 17,16 m     | Presente    |
| Europei 2010         | Phillips Idowu   | 17,81 m     | Presente    |
| Panamericani 2011    | Alexis Copello   | 17,21 m     | Presente    |
| Mondiali 2011        | Christian Taylor | 17,96 m     | Presente    |
|                      |                  |             |             |
| Mondiali junior 2008 | Teddy Tamgho     | 17,33 m     | Infortunato |

## La gara
Solo due atleti raggiungono la misura di qualificazione (17,10): Christian Taylor (USA), campione del mondo in carica, che salta 17,21 e Leevan Sands (Bahamas), che salta 17,17.
Al primo turno Fabrizio Donato infila un buon salto a 17,38. Al secondo turno si migliora a 17,44, ma lo statunitense Will Claye lo supera con 17,54. Si avvicina ai primi il secondo italiano, Daniele Greco, con 17,34. Al terzo turno Donato esegue un altro buon salto: 17,45.
Al quarto turno Clay si porta a 17,62, ma il suo primato dura poco. Christian Taylor, fino ad allora quinto con 17,15, atterra a 17,81. Si rivela la misura vincente.
Donato aggiunge tre cm alla sua serie eccezionale (17,48), ma non bastano per muovere la classifica e finisce terzo. Quarto Daniele Greco, mentre Leevan Sands si classifica quinto con 17,19.
Lo statunitense Will Claye ha vinto a Pechino una medaglia sia nel salto in lungo che nel triplo. Era dai tempi di Naoto Tajima (Giochi del 1936), che non si ripeteva un simile exploit.

## Risultati

### Qualificazioni
Martedì 7 agosto, ore 10:45.
Si qualificano gli atleti che effettuano un salto superiore a 17,10 m, o le prime 12 misure.

#### Gruppo A
| Pos | Atleta              | Paese         | 1° salto | 2° salto | 3° salto | Miglior Misura | Note |
| --- | ------------------- | ------------- | -------- | -------- | -------- | -------------- | ---- |
| 1   | Benjamin Compaoré   | Francia       | 16,82 m  | 17,06 m  | --       | 17,06 m        | q    |
| 2   | Daniele Greco       | Italia        | 17,00 m  | --       | --       | 17,00 m        | q    |
| 3   | Ljukman Adams       | Russia        | 16,67 m  | X        | 16,88 m  | 16,88 m        | q    |
| 4   | Will Claye          | Stati Uniti   | 16,56 m  | 16,44 m  | 16,87 m  | 16,87 m        | q    |
| 5   | Tosin Oke           | Nigeria       | 16,59 m  | 16,83 m  | X        | 16,83 m        | q    |
| 6   | Samyr Laine         | Haiti         | 16,14 m  | 16,81 m  | X        | 16,81 m        | q    |
| 7   | Dzmitryj Platnicki  | Bielorussia   | X        | 15,66 m  | 16,62 m  | 16,62 m        | q    |
| 8   | Phillips Idowu      | Gran Bretagna | 16,47 m  | X        | 16,53 m  | 16,53 m        |      |
| 9   | Arnie David Girat   | Cuba          | 15,74 m  | 16,42 m  | 16,45 m  | 16,45 m        |      |
| 10  | Yevgeniy Ektov      | Kazakistan    | X        | 16,31 m  | X        | 16,31 m        |      |
| 11  | Cao Shuo            | Cina          | 16,11 m  | 16,26 m  | 16,27 m  | 16,27 m        |      |
| 12  | José Adrián Sornoza | Ecuador       | 15,61 m  | 16,04 m  | X        | 16,04 m        |      |
| -   | Renjith Maheshwary  | India         | X        | X        | X        | nm             |      |

#### Gruppo B
| Pos | Atleta                  | Paese                   | 1° salto | 2° salto | 3° salto | Miglior Misura | Note |
| --- | ----------------------- | ----------------------- | -------- | -------- | -------- | -------------- | ---- |
| 1   | Christian Taylor        | Stati Uniti             | 17,21 m  | --       | --       | 17,21 m        | Q    |
| 2   | Leevan Sands            | Bahamas                 | 17,17 m  | --       | --       | 17,17 m        | Q    |
| 3   | Bin Dong                | Cina                    | X        | 16,94 m  | --       | 16,94 m        | q    |
| 4   | Fabrizio Donato         | Italia                  | 16,86 m  | --       | --       | 16,86 m        | q    |
| 5   | Alexis Copello          | Cuba                    | X        | 16,70 m  | 16,79 m  | 16,79 m        | q    |
| 6   | Sheryf El-Sheryf        | Ucraina                 | 16,60 m  | 14,83 m  | X        | 16,60 m        |      |
| 7   | Issam Nima              | Algeria                 | 15,31 m  | X        | 16,50 m  | 16,50 m        |      |
| 8   | Henry Frayne            | Australia               | 16,25 m  | 16,35 m  | 16,40 m  | 16,40 m        |      |
| 9   | Muhammad Halim          | Isole Vergini Americane | 15,54 m  | 16,39 m  | 15,31 m  | 16,39 m        |      |
| 10  | Roman Valiyev           | Kazakistan              | X        | X        | 16,23 m  | 16,23 m        |      |
| 11  | Deokhyeon Kim           | Corea del Sud           | 15,35 m  | X        | 16,22 m  | 16,22 m        |      |
| 12  | Yoandris Betanzos       | Cuba                    | 14,84 m  | 16,22 m  | X        | 16,22 m        |      |
| 13  | Mohamed Abbas Darwish   | Emirati Arabi Uniti     | X        | 16,06 m  | 15,93 m  | 16,06 m        |      |
| 14  | Jonathan Henrique Silva | Brasile                 | 15,59 m  | X        | X        | 15,59 m        |      |

### Finale
| Primatista mondiale   | 18,29        | Jonathan Edwards | Rit. 2004 |
| Primatista stagionale | 17,63 (30/6) | Christian Taylor | Presente  |

1. ↑  Record stabilito nel 1995.
2. ↑  Alla data del 20 luglio 2012.

| Pos | Atleta             | Età | Paese       | 1° salto | 2° salto | 3° salto | 4° salto | 5° salto | 6° salto | Miglior Misura | Note                                     |
| --- | ------------------ | --- | ----------- | -------- | -------- | -------- | -------- | -------- | -------- | -------------- | ---------------------------------------- |
| 1   | Christian Taylor   | 22  | Stati Uniti | X        | X        | 17,15 m  | 17,81 m  | 17,55 m  | X        | 17,81 m        | Miglior prestazione personale stagionale |
| 2   | Will Claye         | 21  | Stati Uniti | X        | 17,54 m  | 17,43 m  | 17,62 m  | 17,25 m  | 16,66 m  | 17,62 m        |                                          |
| 3   | Fabrizio Donato    | 36  | Italia      | 17,38 m  | 17,44 m  | 17,45 m  | 17,48 m  | --       | X        | 17,48 m        |                                          |
| 4   | Daniele Greco      | 23  | Italia      | 16,90 m  | 17,34 m  | X        | X        | --       | 16,92 m  | 17,34 m        |                                          |
| 5   | Leevan Sands       | 31  | Bahamas     | X        | 17,19 m  | 17,12 m  | X        | r        |          | 17,19 m        |                                          |
| 6   | Benjamin Compaoré  | 25  | Francia     | 15,53 m  | 17,08 m  | 14,16 m  | 16,27 m  | 13,68 m  | X        | 17,08 m        |                                          |
| 7   | Tosin Oke          | 32  | Nigeria     | X        | 16,91 m  | 16,95 m  | X        | X        | X        | 16,95 m        |                                          |
| 8   | Alexis Copello     | 27  | Cuba        | 16,92 m  | X        | X        | 14,75 m  | X        | 16,68 m  | 16,92 m        |                                          |
| 9   | Ljukman Adams      | 24  | Russia      | 16,78 m  | X        | X        |          |          |          | 16,78 m        |                                          |
| 10  | Bin Dong           | 24  | Cina        | 16,75 m  | X        | X        |          |          |          | 16,75 m        |                                          |
| 11  | Samyr Laine        | 28  | Haiti       | X        | 16,65 m  | 16,59 m  |          |          |          | 16,65 m        |                                          |
| 12  | Dzmitryj Platnicki | 24  | Bielorussia | 16,08 m  | X        | 16,19 m  |          |          |          | 16,19 m        |                                          |